# Стэнхоуп, Эстер
Леди Эстер Стэнхоуп (англ. Hester Stanhope; 12 марта 1776 — 23 июня 1839) — британская светская львица, авантюристка, путешественница по Ближнему Востоку, археолог. Принимала участие в восстании друзов против ливанского правителя Башир Шихаба II и некоторое время управляла рядом населённых ими территорий.
Её археологическая экспедиция в Ашкелон в 1815 году положила начало археологическому исследованию Святой земли. Использование ею средневековых итальянских источников рассматривается как «одно из самых ранних использований текстовых источников археологами на местах».

## Биография
Эстер была старшей из трёх дочерей 3-го графа Стэнхоупа (1753—1816) от первого его брака с Эстер Питт (1755—1780), дочерью знаменитого графа Чатама. После ранней смерти матери и второго брака отца вместе с сестрами росла на попечении слуг вдали от родных в Чивнинге. Получила весьма поверхностное образование и была почти предоставлена сама себе. По выходе сестер замуж с 1800 года проживала у своей бабушки графини Чатам в Сомерсете, а после её смерти с 1803 года — в доме дяди Уильяма Питта в Лондоне.
Премьер-министр Питт был холост, и Эстер Стэнхоуп управляла его богатым домом и исполняла функции его секретаря. В обществе она имела репутацию дамы красивой и остроумной, но по отношению к окружающим часто проявляла свой деспотический и надменный характер, она никого не любила, и только дядя пользовался её расположением. Когда в январе 1806 года он умер, правительство назначило ей ежегодную пенсию в размере 1200 фунтов стерлингов. Прожив некоторое время в Лондоне, она переехала в Уэльс, а в 1810 году решила покинуть Англию и отправилась на Ближний Восток.
Среди окружения леди Стэнхоуп был её врач, а позднее биограф Чарльз Мерион, служанка и её любовник Майкл Брюс. В Греции она повстречалась с молодым лордом Байроном, который нашел её очень странной, неженственной особой. Оттуда путешественники отплыли в Константинополь, а после — в Каир. У берегов Египта из-за кораблекрушения они потеряли почти все своё имущество, и леди Стэнхоуп приняла для себя новый стиль — турецкий наряд: сапоги, жилет, меч и тюрбан. Так, одетая в мужскую одежду, она ходила всю свою оставшуюся жизнь. В 1812 году она отправилась в Сирию, проехав через самый страшный бедуинский лагерь, она смогла посетить древний город Пальмира, после чего получила прозвище «Королевы Пустыни».

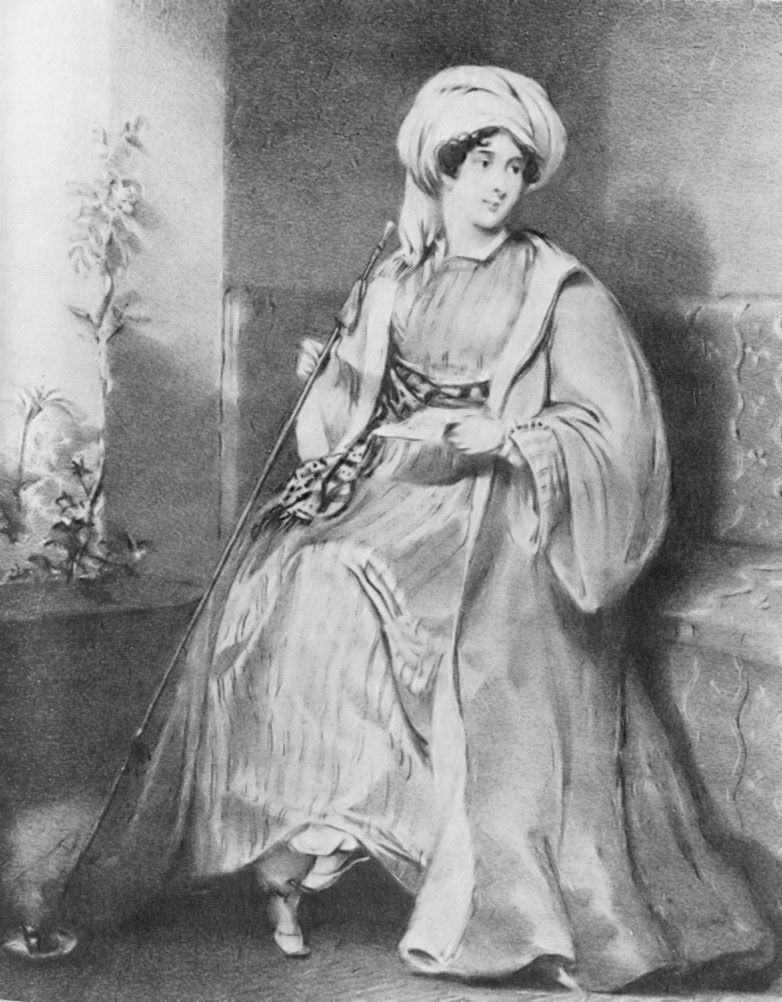
Литография 1830-е года

В 1814 году она поселилась в Ливане. Сначала жила около Сидона в заброшенном монастыре Мар-Элиас в деревне Абра, а затем в другом монастыре к юго-западу от Казы из Джеззин. Её спутники оставались с нею в течение некоторого времени; но служанка её умерла в 1828 году, а в 1831 году доктор Мерион вернулся в Англию. После отъезда последнего леди Стэнхоуп переехала в отдаленный заброшенный монастырь в Джуне в восьми милях от Сидона и сделала его своей резиденцией. Здесь она слыла пророчицей, ходила в восточном костюме, участвовала в политической жизни страны и имела огромное влияние на местное население, за что получила имя царицы Тадмор. Посетивший леди Стэнхоуп во время своего путешествия по Востоку в 1833 году Ламартин, писал:

По-видимому, её религиозные взгляды были обдуманными, хотя со смутным смешением различных верований, среди которых ей суждено было жить: мистическое настроение друзов, покорность Провидению и фатализм мусульманина, религия еврея, ожидавшего Мессию, и нравственное учение христианина, верующего в Спасителя — все это освещено было колоритам фантазии с примесью сверхъестественного воображения, подогреваемого одиночеством и размышление.
В последние годы леди Стэнхоуп стала отшельницей и почти никого не принимала из путешественников. Пользуясь её немощностью, слуги обкрадывали её, и она целиком была в их власти. В результате к своей смерти она совершенно обнищала, оставив по себе 200 000 пиастров долга. Похоронена в монастыре Мар-Элиас. Спустя несколько лет в 1846 году доктор Мерион опубликовал три тома «Воспоминания о леди Эстер Стэнхоуп», а в следующем году он издал ещё три тома «Путешествий леди Эстер Стэнхоуп» с её мемуарами, записанными её врачом.